# Târgu Jiu
Târgu Jiu er hovedsted for distriktet Gorj i Rumænien, og  ligger i  forlandet af de Transsylvanske Alper, på bredden af floden Jiu. Byen har 73.545 (2021) indbyggere. Otte lokaliteter er administreret af byen: Bârsești, Drăgoieni, Iezureni, Polata, Preajba Mare, Romanești, Slobozia og Ursați.
Der kan ses flere skulpturer af billedhuggeren Constantin Brancusi, der blev født i en nærliggende landsby.

## Galleri
- Monument for Tudor Vladimirescu
- Tudor Vladimirescu Nationalkollegie
- Rådhus
- Park i centrum
- Finanspalads, nu Constantin Brâncuși Universitet
- Tudor Arghezi bibliotek
- Ecaterina Teodoroiu minde